# Salix gracilistyla
Salix gracilistyla — вид квіткових рослин із родини вербових (Salicaceae).

## Морфологічна характеристика

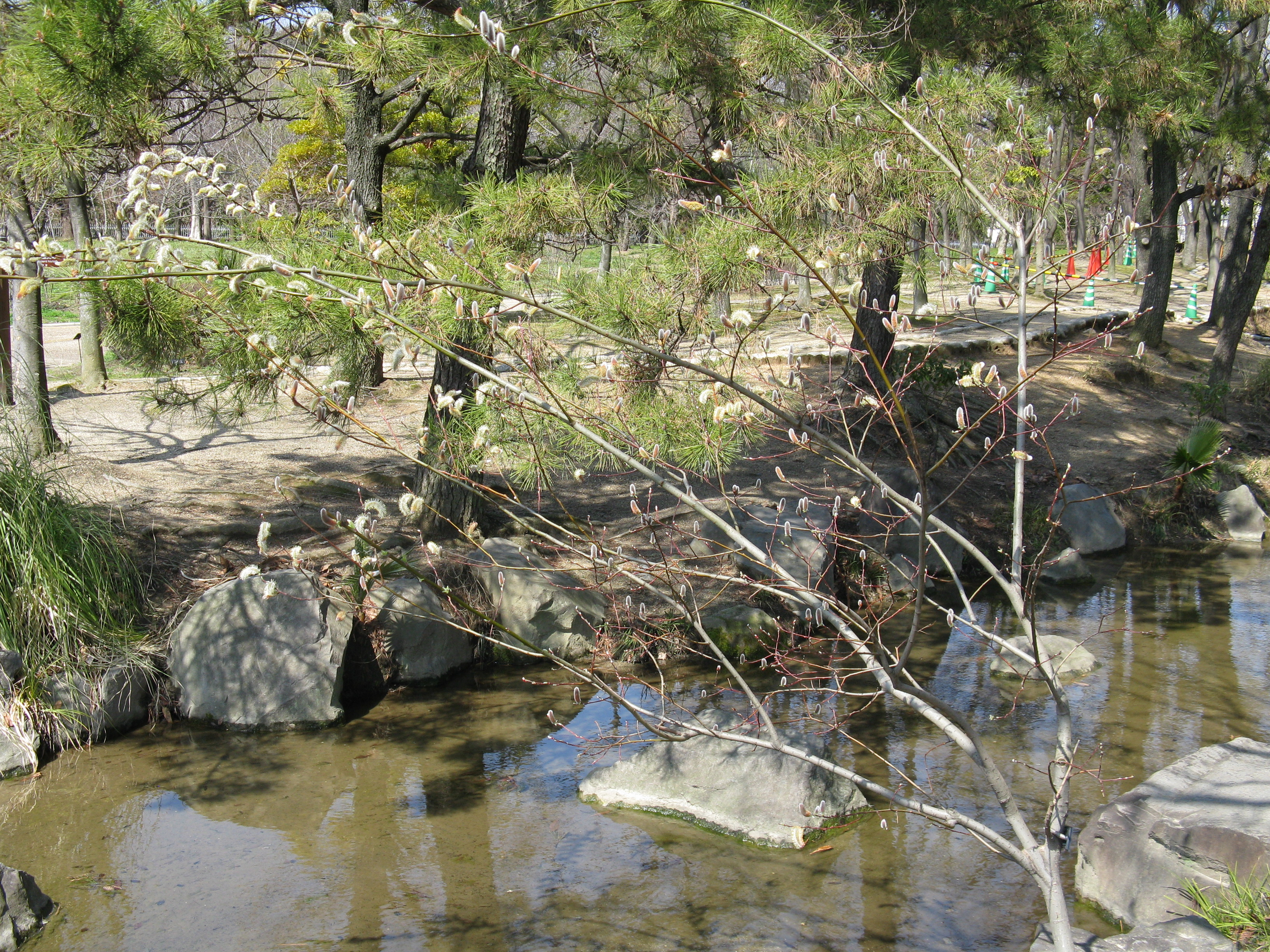

Кущ. Гілочки жовтувато-коричневі чи червонувато-брунатні; спочатку запушені, потім майже голі. Листки на ніжках; листкова пластина еліптично-видовжена чи зворотно-яйцювато-довгаста, рідше довгаста, 5(12) × 1.5–2(3.5) см; краї пилчасті; верхівка загострена; абаксіальна (низ) поверхня сіра, шовковисто запушена (молоде листя навесні та на початку літа голе чи майже так, влітку та на початку осені густо запушене); адаксіальна поверхня матово-зелена, гола; жилки підняті абаксіально. Сережки сидячі, 2.5–3.5 × 1–1.5 см. Пиляки чоловічих квіток червоні чи червонувато-брунатні. Плодоносна сережка до 8 см. Коробочка густо волосиста. 2n = 38.

## Середовище проживання
Східний Китай, Корея, Японія. Населяє гірські схили; ≈ 2000 метрів.

## Використання
Рослина збирається з дикої природи для місцевого використання як їжа, ліки та джерело матеріалів. Його часто вирощують як декоративну рослину, особливо цінуючи за його красиві кетяги та красиве багаторебристе листя, з красиво вигравіруваним жилкуванням.